# Eder Munive
Eder Munive (Valledupar, Cesar, Colombia; 17 de septiembre de 1989) es un futbolista colombiano. Juega como defensa y su equipo actual es Unión Comercio de la Liga 2.

## Trayectoria
Luego de jugar por dos años con el Envigado F.C. en la Categoría Primera A colombiana, se concreta su traspaso al exterior para jugar con el Atlético de Rafaela en Argentina. Ese mismo año regresa a Envigado F.C., en el cual continúa jugando.

### Marathón
El 26 de enero de 2016 fichó por el Club Deportivo Marathón. Marcaría su primer gol el 24 de abril en la victoria como visitantes 3 a 0 frente al CD Victoria.

## Clubes
| Club                 | País                | Año                 | Partidos | Goles |
| -------------------- | ------------------- | ------------------- | -------- | ----- |
| Envigado F. C.       | Colombia            | 2009 - 2013         | 85       | 4     |
| Deportivo Malacateco | Guatemala           | 2014                | 18       | 0     |
| Walter Ferretti      | Nicaragua           | 2015                | 33       | 4     |
| Marathón             | Honduras            | 2016                | 29       | 1     |
| Walter Ferretti      | Nicaragua           | 2017 - 2018         | 57       | 10    |
| Leones               | Colombia            | 2019 - 2020         | 33       | 13    |
| Atlético Huila       | Colombia            | 2021                | 13       | 2     |
| Unión Comercio       | Perú                | 2022 -              |          |       |
| Total en su carrera  | Total en su carrera | Total en su carrera | 268      | 34    |

## Palmarés

### Campeonatos nacionales
| Título                        | Club            | País      | Año         |
| ----------------------------- | --------------- | --------- | ----------- |
| Primera División de Nicaragua | Walter Ferretti | Nicaragua | 2014 y 2017 |